# Hábitat humano
El concepto de hábitat humano que se utiliza en la ecología humana y sobre todo en urbanismo, es una extensión por analogía del concepto ecológico de hábitat. Se refiere al conjunto de factores materiales e institucionales que condicionan la existencia de una población humana localizada. En arquitectura el término se emplea también para referirse a los espacios construidos y los espacios urbanos donde se desarrolla la vida de los seres humanos.
Como se explica desde el campo de estudios del hábitat humano y la ecología humana —desarrollado por autores como Echeverría-Ramírez, M. C., Yory, C. M., Sánchez R., J., Gutiérrez, F., Zuleta R., F. B. y Muñoz, E., y otros como Marín, D., o Múnera, M., basados en el libro ¿Qué es el hábitat? (Echeverría et al., 2009)—, el primer momento en el que se empezó a usar este concepto fue la Conferencia Hábitat I en 1976, importado desde la ecología, para ser usado en la cuestión de los asentamientos humanos: "como se puede observar, el hábitat en sí es un concepto interdisciplinario que cruza y une varios campos del conocimiento mediante el vínculo que hace la ecología, desde ciencias naturales como la biología, hacia ciencias humanas y sociales como la arquitectura" (Marín-Vanegas, 2024, p.451).

## Fronteras
El hábitat humano se clasifica o define según el tamaño de la población que lo habita y se establecen intervalos de unos pocos miles hasta algunos millones.
No está muy claro el rango que se establece, sobre todo el mínimo. Además según el tipo de país una ciudad media será muy diferente de dimensión si su asentamiento es de una explotación agropecuaria o industrial, si es una zona desértica o boscosa, etc. Pero en cualquier caso en una encuesta por ejemplo el primer dato es sobre el tipo de lugar según exclusivamente el número de habitantes. Mucho más importante que esto es ahora el nuevo desarrollo del hábitat humano en forma de zonas metropolitanas muy dependientes de una o varias ciudades, donde se proveen puestos de trabajo, gestión administrativa y otros para sus habitantes. También en el mismo contexto es muy interesante que centros como hospitales, universidades, zonas comerciales y otros de atención masiva, ya no éstas ni tienen que estarlo en una ciudad grande e influyente y ni tan siquiera en un pueblo o comunidad, sino en centros de gravedad de la zona metropolitana en función de la atracción que se desea potenciar y de la disponibilidad de comunicaciones, principalmente para los coches. Sigue siendo válido el concepto de hábitat, pero redefinido para los nuevos asentamientos de diferente estructura social.

## Tipos

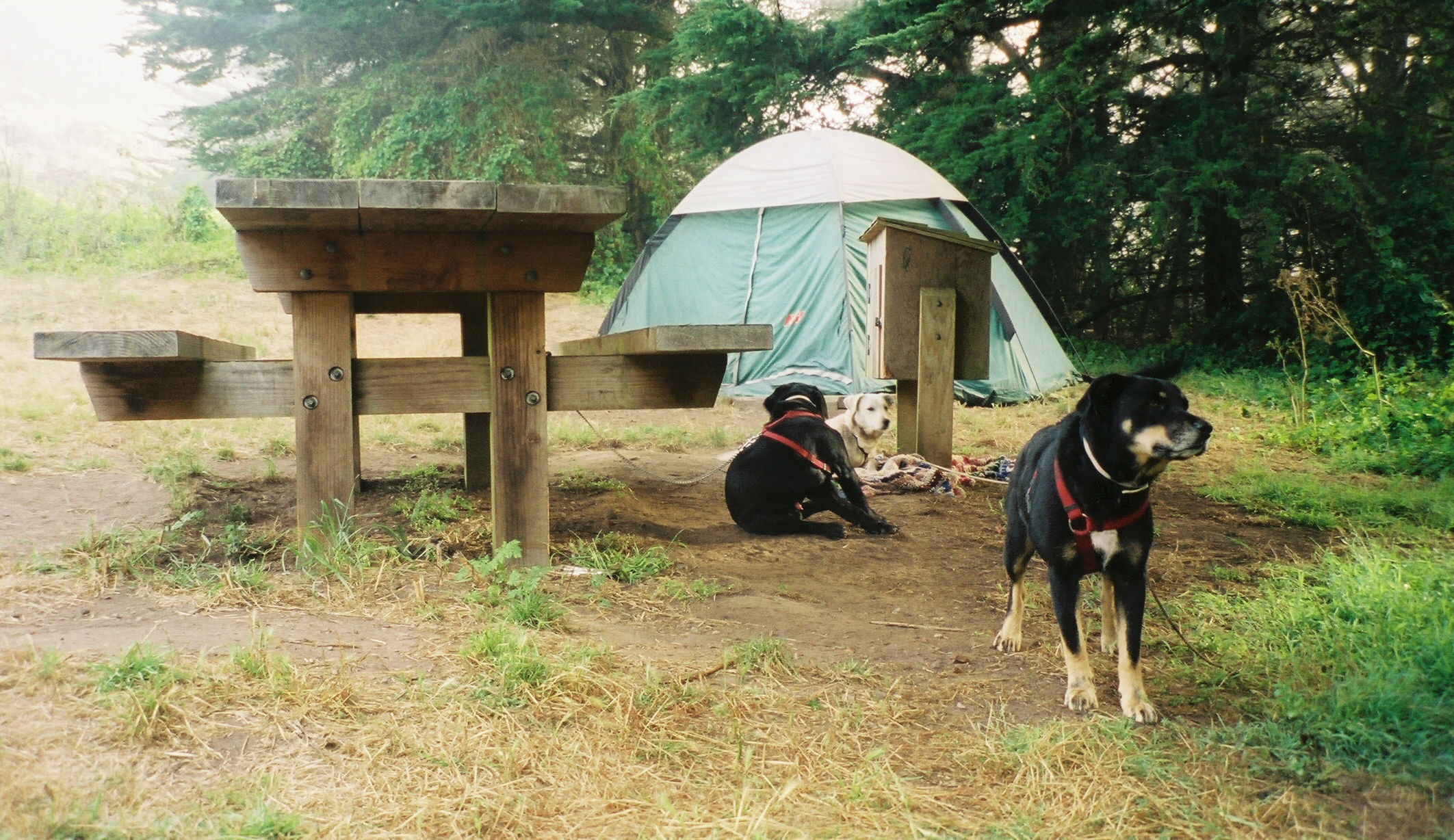
Tienda de campaña en una zona hecha para acampar en las afueras de una ciudad.

El hábitat del término viene de la ecología, e incluye muchas características correlacionadas, especialmente el ecosistema físico inmediato, el ambiente urbano o el ambiente social.
Los hábitats humanos específicos incluyen:
Viviendas y refugios:
- casas
- trincheras
- tiendas
- campos
- chozas.
- fincas.

Establecimientos: 
- aldeas
- pueblo
- ciudades
- Asentamiento irregular.

Comunidades intencionales
- Kibutz
- comuna
- ecoaldea.

Otro:
- Oficinas
- Prisiones
- Monasterios

## Véase también

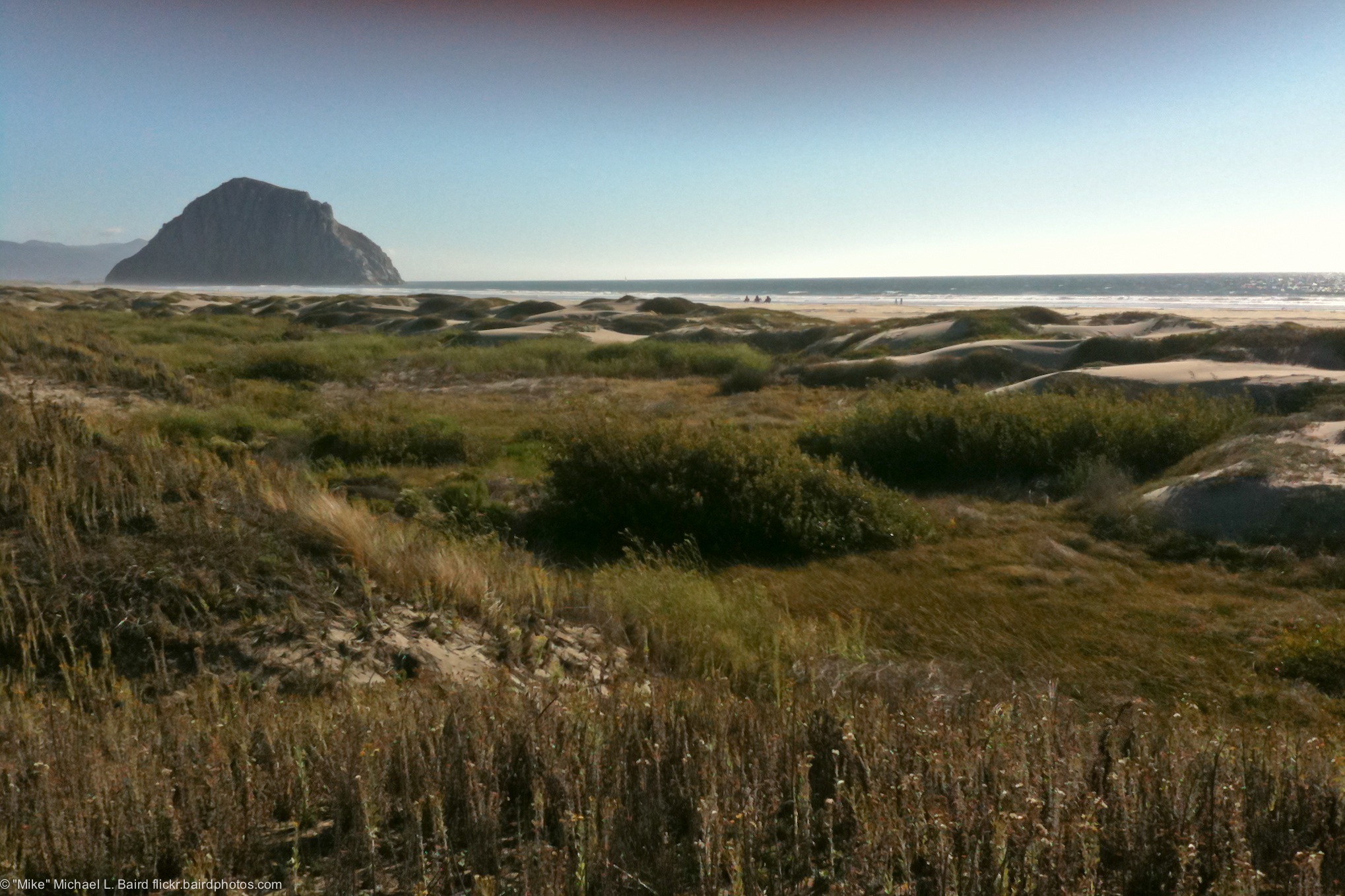